# Isohypsibius baldiioides
Isohypsibius baldiioides är en djurart som tillhör fylumet trögkrypare, och som beskrevs av Denis Tumanov 2003. Isohypsibius baldiioides ingår i släktet Isohypsibius och familjen Hypsibiidae. Inga underarter finns listade i Catalogue of Life.